# Hana Jušić
Hana Jušić (Šibenik, 1983. ) hrvatska je filmska redateljica i scenaristica.
Hana Jušić se kao dijete presela u Zagreb gdje je diplomirala komparativnu književnost i studije engleskog jezika na Filozofskom fakultetu Sveučilišta u Zagrebu .
Jušić je poznata ranije u svojoj karijeri po svojim kratkim filmovima, a dobila je visoko priznanje za svoj debi u dugometražnom igranom filmu Ne gledaj mi u pijat iz 2016. godine.

## Vanjske poveznice
- Hana Jušić u internetskoj bazi filmova IMDb-u (engl.)